# Christianus Engelenberg
Christianus Hendricus Adolph Engelenberg (Meppel, 1 augustus 1810 – Kampen, 27 januari 1888) was een Nederlands politicus. Aanvankelijk was Engelenberg fabrikant en later koopman. Hij was tevens Eerste Luitenant bij de Drentsche Schutterij. Van 1810 tot 1843 was hij Commandant van de Schutterij Kampen.
Christianus Engelenberg was een zoon van Joannes Engelenberg en Joanna Sidonia Hein. 
Zijn politieke carrière begon hij als lid van de Provinciale Staten van Overijssel en als lid van polder- en dijkbesturen. Van 27 februari 1836 tot 1 januari 1838 was Engelenberg burgemeester en gemeentesecretaris van de gemeente Grafhorst. Aansluitend was hij van 1 januari 1838 tot 1 april 1843 burgemeester-secretaris van de gemeente Kamperveen. Per 1 april 1843 werd Engelenberg burgemeester-secretaris van de drie gemeenten Grafhorst, Wilsum en IJsselmuiden. Dit bleef hij tot 21 maart 1880 toen zijn zoon Christiaan Engelenberg hem hierin opvolgde.
Van 1862 tot 1867 was hij directielid van Sociëteit 't College. Vanaf 1872 was Engelenberg ook gemeenteraadslid te Kampen.
Christianus Engelenberg was getrouwd met Julia Catharina Euphemia Stulen. Zij hadden drie zonen en een dochter. Engelenberg overleed in januari 1888, 77 jaar oud. Hij ligt begraven in het familiegraf op de begraafplaats "De Zandberg" in IJsselmuiden.